# Фрідріх Шлоссер
Фрідріх Крістоф Шлоссер (нім. Friedrich Christoph Schlosser; 17 листопада 1776, Євер — 23 вересня 1861, Гайдельберг) — німецький історик.

## Біографія
У молодості був шкільним учителем. Потім працював бібліотекарем у Франкфурті-на-Майні.
Шлоссер спочатку вів дослідження з церковної історії. 1812 року побачила світ його «Історія імператорів-іконоборців», яка принесла історикові перше визнання в науковому світі.
Від 1817 року Шлоссер — професор Гайдельберзького університету. Пропрацював там до смерті. Мав виняткову популярність серед слухачів.

## Праці
Автор праць:
- «Історія 18 століття» (томи 1—2, 1823; 5-е видання, томи 1—8, 1864—1866; російський переклад Миколи Чернишевського, томи 1—8, 1858—1860),
- «Всесвітня історія…» (томи 1—19, 1844—1857; російський переклад під керівництвом Миколи Чернишевського та Варфоломія Зайцева, томи 1—18, 1861—1869).